# Buffalo Bill (canción)
Buffalo Bill es una canción del relanzamiento del álbum Relapse, "Relapse: Refill", interpretada por el rapero estadounidense Eminem. Fue lanzada no oficialmente el 3 de diciembre de forma digital, junto al primer sencillo del álbum "Elevator".

## Sobre la canción
La letra de la canción está inspirada en el transexual penal de la película protagonizada por Ted Levine, "The Silence of the Lambs". Se puede observar tanto el contenido íntegro de la parodia, y el corto antes de la canción, donde se oyen gritos de mujeres, la risa malvada y el ladrido de un perro, que pertenece al asesino de la película. Precisamente el apodo del asesino es "Buffalo Bill". 